# Fred Ward
Fred Ward (San Diego, Kalifornia, 1942. december 30. – 2022. május 8.) amerikai színész, producer.

## Élete és pályafutása
Skót-ír és irokéz indián származású szülők gyermekeként született Kaliforniában. Egy ideig Alaszkában dolgozott favágóként, majd három évig a légierőnél szolgált. Ezt követően elvégezte a New York-i Herbert Berghof Studio drámakurzusát. Rómában tanult tovább, ahol szinkronszínészként is dolgozott, illetve feltűnt Roberto Rossellini két filmjében. 
Hazatérése után szülőhazájában is több filmszerepet kapott, melyek közül a legjelentősebb az 1979-es Szökés Alcatrazból című kalandfilm volt, ahol Clint Eastwood oldalán figyelt fel rá a közvélemény. Philip Kaufman Az igazak (1983) című filmjében nyújtott alakítását követő kedvező kritikai visszhangnak köszönhetően Hollywood megpróbált Wardból akciósztárt faragni. Az 1985-ös Remo Williams: The Adventure Begins című kémtörténet azonban anyagi bukás volt. 
A Ahová lépek, szörny terem (1990) sikertelenségét követően Ward igyekezett a személyére szabott alakításokban brillírozni. Előbb a Miami Blues (1990) bukott zsarujaként nyújtott emlékezeteset, majd a legendás nonkonformista író, Henry Miller megszemélyesítőjeként láthattuk a szintén Kaufman által rendezett Henry és June (1990) életrajzi drámában. Grizzly-szerű, nehézkes, nemtörődöm figurája Val Kilmer oldalán tűnt fel az 1992-es Viharszívben. Szerepelt Robert Altman A játékos (1992) című vígjátékában, majd az 1996-os Láncreakcióban.

## Filmográfia
| Év   | Magyar cím                                    | Eredeti cím                            | Szerep                    | Magyar hang          |
| ---- | --------------------------------------------- | -------------------------------------- | ------------------------- | -------------------- |
| 1974 |                                               | Ginger in the Morning                  | kamionsofőr               |                      |
| 1975 | A Vadnyugat szíve                             | Hearts of the West                     | Sam                       |                      |
| 1979 | Szökés az Alcatrazból                         | Escape from Alcatraz                   | John Anglin               |                      |
| 1979 |                                               | Tilt                                   | Lenny                     |                      |
| 1980 |                                               | Carny                                  | Jack                      |                      |
| 1980 |                                               | Cardiac Arrest                         | Jamie                     |                      |
| 1981 | A lápvidék harcosai                           | Southern Comfort                       | Lonnie Reece tizedes      | Szabó Sipos Barnabás |
| 1982 | Időutazó: Lyle Swann kalandjai                | Timerider: The Adventure of Lyle Swann | Lyle Swann                | Háda János           |
| 1983 | Az igazak                                     | The Right Stuff                        | Gus Grissom               | Háda János           |
| 1983 | Silkwood                                      | Silkwood                               | Morgan                    | Wohlmuth István      |
| 1983 | Különleges küldetés                           | Uncommon Valor                         | Wilkes                    |                      |
| 1984 | Második műszak                                | Swing Shift                            | Archibald 'Biscuits' Toue | Epres Attila         |
| 1985 | Fegyvertelen, de veszélyes                    | Remo Williams: The Adventure Begins    | Remo Williams             | Borbiczki Ferenc     |
| 1985 | Fegyvertelen, de veszélyes                    | Remo Williams: The Adventure Begins    | Remo Williams             | Dózsa Zoltán         |
| 1985 | Titkos imádó                                  | Secret Admirer                         | Lou Fimple                | Barbinek Péter       |
| 1985 | Titkos imádó                                  | Secret Admirer                         | Lou Fimple                | Kárpáti Levente      |
| 1985 | Segítsetek, űrlakók!                          | UFOria                                 | Sheldon Bart              | Lux Ádám             |
| 1987 |                                               | The Price of Life (rövidfilm)          | Crouch                    |                      |
| 1988 | Saigon – A tiltott zóna                       | Off Limits                             | Dix                       | Kertész Péter        |
| 1988 | A nagy üzlet                                  | Big Business                           | Roone Dimmick             | Balázsi Gyula        |
| 1988 | Pimaszság hercege                             | The Prince of Pennsylvania             | Gary Marshetta            | Vass Gábor           |
| 1990 | Ahová lépek, szörny terem                     | Tremors                                | Earl Bassett              | Dózsa László         |
| 1990 | Ahová lépek, szörny terem                     | Tremors                                | Earl Bassett              | Kőszegi Ákos         |
| 1990 | Ahová lépek, szörny terem                     | Tremors                                | Earl Bassett              | Varga Gábor          |
| 1990 | Csapdában                                     | Catchfire                              | Pauling                   | Gesztesi Károly      |
| 1990 | Miami Blues                                   | Miami Blues                            | Hoke Moseley őrmester     | Papp János           |
| 1990 | Henry és June                                 | Henry & June                           | Henry Miller              | Kozák András         |
| 1991 | A sötét szél                                  | The Dark Wind                          | Joe Leaphorn              |                      |
| 1992 | A játékos                                     | The Player                             | Walter Stuckel            | Kiss Gábor           |
| 1992 | Viharszív                                     | Thunderheart                           | Jack Milton               | Lázár Sándor         |
| 1992 |                                               | Equinox                                | Mr. Paris                 |                      |
| 1992 | Bob Roberts                                   | Bob Roberts                            | Chip Daley                |                      |
| 1993 | Rövidre vágva                                 | Short Cuts                             | Stuart Kane               | Barbinek Péter       |
| 1993 |                                               | Two Small Bodies                       | Brann hadnagy             |                      |
| 1994 | Csupasz pisztoly 33 1/3 – Az utolsó merénylet | Naked Gun 33 1/3: The Final Insult     | Rocco Dillon              | Rajhona Ádám         |
| 1995 | Tébolyító zörejek a kék villa körül           | Un bruit qui rend fou                  | Frank                     |                      |
| 1996 | Tremors 2. – Ahová lépek, ismét szörny terem  | Tremors 2: Aftershocks                 | Earl Bassett              | Fülöp Zsigmond       |
| 1996 | Láncreakció                                   | Chain Reaction                         | Leon Ford FBI-ügynök      | Orosz István         |
| 1997 | Túsznász                                      | Best Men                               | Phillips seriff           |                      |
| 1998 | A velencei kurtizán                           | Dangerous Beauty                       | Domenico Venier           | Tolnai Miklós        |
| 1999 | Vivero aranya                                 | The Vivero Letter                      | Andrew Fallon             |                      |
| 1999 | Vörös kommandó 2.                             | The Crimson Code                       | nyugalmazott FBI-ügynök   |                      |
| 2000 | A holló 3. – A megváltás                      | The Crow: Salvation                    | John L. Book százados     | Végh Péter           |
| 2000 | Rizikófaktor                                  | The Chaos Factor                       | Max Camden                |                      |
| 2000 |                                               | Ropewalk                               | Charlie apja              |                      |
| 2000 | Kész cirkusz                                  | Circus                                 | Elmo Somerset             |                      |
| 2000 | Cool túra                                     | Road Trip                              | Earl Edwards              | Ujlaki Dénes         |
| 2001 | Kismocsok                                     | Joe Dirt                               | Cody Nunamaker            | Csuja Imre           |
| 2001 |                                               | Full Disclosure                        | John McWhirter            |                      |
| 2001 | Kapás van!                                    | Summer Catch                           | Sean Dunne                | Sörös Sándor         |
| 2001 | Corky Romano, a kezes farkas                  | Corky Romano                           | Leo Corrigan              | Kárpáti Tibor        |
| 2002 | Elhagyatva                                    | Abandon                                | Bill Stayton hadnagy      | Kristóf Tibor        |
| 2002 | Most már elég!                                | Enough                                 | Jupiter                   | Rosta Sándor         |
| 2002 |                                               | A.K.A. Birdseye                        | Nolan Sharpless           |                      |
| 2002 | Mindenütt nő                                  | Sweet Home Alabama                     | Earl Smooter              | Ujréti László        |
| 2003 | Az utolsó akkord                              | Masked and Anonymous                   | részeg                    |                      |
| 2004 | Majom bajom                                   | Funky Monkey                           | Don Decker                |                      |
| 2007 | A szerelem bősége                             | Feast of Love                          | 'Bat'                     | Balázsi Gyula        |
| 2008 |                                               | Exit Speed                             | Archie Sparks őrmester    |                      |
| 2008 | A lekoptathatatlan                            | Management                             | Jerry                     | Szersén Gyula        |
| 2009 | Az utolsó kém                                 | L'affaire Farewell                     | Ronald Reagan             |                      |
| 2009 | A legendás musztáng                           | The Wild Stallion                      | Frank Mills               | Rosta Sándor         |
| 2009 | A szállítmány                                 | Armored                                | Duncan Ashcroft           | Végvári Tamás        |
| 2011 | 30 perc vagy annyi se                         | 30 Minutes or Less                     | őrnagy                    | Barbinek Péter       |
| 2013 | 2 kaliber                                     | 2 Guns                                 | Tuwey admirális           | Barbinek Péter       |

### Televízió

#### Tévéfilm
| Év   | Magyar cím      | Eredeti cím                    | Szerep                         | Magyar hang    |
| ---- | --------------- | ------------------------------ | ------------------------------ | -------------- |
| 1974 |                 | Cartesius                      | ismeretlen szerep              |                |
| 1980 |                 | Belle Starr                    | Ned Christie                   |                |
| 1986 | Vissza Kubába   | Florida Straits                | 'Lucky' Boone                  | Szersén Gyula  |
| 1986 | Vissza Kubába   | Florida Straits                | 'Lucky' Boone                  | Csernák János  |
| 1991 | Halálos igézet  | Cast a Deadly Spell            | Harry Philip Lovecraft nyomozó | Fülöp Zsigmond |
| 1992 | Pápaszem        | Four Eyes and Six Guns         | Wyatt Earp                     | Papp János     |
| 1997 | Sohasem ártok   | ...First Do No Harm            | Dave Reimuller                 | Vass Gábor     |
| 1997 | Sohasem ártok   | ...First Do No Harm            | Dave Reimuller                 | Jakab Csaba    |
| 2000 |                 | Jackie Bouvier Kennedy Onassis | John 'Black Jack' Bouvier III  |                |
| 2001 | Vad Iris        | Wild Iris                      | Errol Podubney                 | Varga Tamás    |
| 2003 | Parttól partig  | Coast to Coast                 | Hal Kressler                   | Szersén Gyula  |
| 2004 | A mexikói határ | The Last Ride                  | Darryl Kurtz                   | Szokolay Ottó  |

#### Sorozat
| Év        | Magyar cím                         | Eredeti cím               | Szerep                            | Megjegyzések                                                |
| --------- | ---------------------------------- | ------------------------- | --------------------------------- | ----------------------------------------------------------- |
| 1973      |                                    | L'età di Cosimo de Medici | Niccolò de' Conti                 | 1 epizód                                                    |
| 1978      |                                    | Quincy, M.E.              | túszejtő                          | 1 epizód                                                    |
| 1979      |                                    | The Incredible Hulk       | Lynch csatlósa / Marvin           | 2 epizód                                                    |
| 1985      |                                    | American Playhouse        | Royal Earle Thompson / Mr. Crouch | 2 epizód                                                    |
| 1987      |                                    | The Hitchhiker            | Luther Redmond                    | 1 epizód                                                    |
| 1997      | A pisztoly                         | Gun                       | John Farragut                     | 1 epizód                                                    |
| 1998      | Célpont: a Föld                    | Invasion: Earth           | David Reece vezérőrnagy           | minisorozat (6 epizód)                                      |
| 2001      |                                    | Dice                      | Gacy / Noah Aldis                 | minisorozat (6 epizód)                                      |
| 2004      | 10.5 Világvége                     | 10.5                      | Roy Nolan FEMA-igazgató           | - minisorozat (2 epizód) - magyar hangja: - Varga T. József |
| 2006      | Vészhelyzet                        | ER                        | Eddie Wyczenski                   | 3 epizód                                                    |
| 2006      | A Grace klinika                    | Grey's Anatomy            | Denny Duquette Sr.                | 1 epizód                                                    |
| 2009–2010 | Tara alteregói                     | United States of Tara     | Frank                             | 2 epizód                                                    |
| 2010      | Célkeresztben                      | In Plain Sight            | Frank Jergens / Frank Jerome      | 1 epizód                                                    |
| 2012      | Lépéselőnyben                      | Leverage                  | Steve Reynolds                    | 1 epizód                                                    |
| 2015      | True Detective – A törvény nevében | True Detective            | Eddie Velcoro                     | 2 epizód (2. évad)                                          |